# Ebroin
Ebroin je bil od leta 658 do 673 in 675 do svoje smrti  dvorni majordom Nevstrije, * ni znano, † 681.
Zgodovinski viri ga opisujejo  kot samopašneža in nasilnika, ki je svojo oblast poskušal vsiliti tudi drugima frankovskima kraljestvoma – Burgundiji in Avstraziji.
Ebroin je bil frankovski plemič, katerega je po smrti predhodnika  Erhinoalda leta 658 na položaj majordoma izvolilo frankovsko plemstvo. Leta 673 je poskušal podjarmiti Burgundijo, kar je sprožilo upor burgundskega plemstva pod vodstvom škofa Leodegarja. Ebroin je bil poražen, prisilno posvečen in zaprt v opatiji Luxeil. Isto leto je bil poražen in v Luxeil zaprt tudi vodja upora  Leodegar.
Po smrti kralja Hilderika II. je v kraljestvu nastala  zmeda, ki je obema ujetnikoma omogočila beg  iz samostana. Oba sta zatem zbrala svoje pristaše in prevzela oblast vsak v svojem kraljestvu. Ebroin je v Autunu napadel Leodegarja, ga ujel in ukazal oslepiti. Lažno ga je obtožil za Hilderikov umor in ga dal 12. oktobra 687 usmrtiti.
Ebroina so kmalu potem, ko je porazil Avstrazijce, leta 681 ubili v atentatu.

### Primarni viri
- B. Krusch (urednik). Liber historiae Francorum. Monumenta Germaniae historica script. rer. Merov. vol. ii.
- Ursinus. Vita sancti Leodegarii. Migne, Patrologia Latina, xcvi.
- Vita metrica. Poetae Latini aevi Carolini, vol. iii. Modern  German History.

### Sekundarni viri
- J.B. Pitra. Histoire de Saint Léger. Pariz, 1846.
- J. Friedrich. Zur Geschichte des Hausmeiers Ebroin. Proceedings of the Academy of Munich, 1887, str. 42–61.

| Ebroin Rojen: ni znano Umrl: 681 |                                   |                     |
| Predhodnik: Erhinoald            | Dvorni majordom Nevstrije 658–673 | Naslednik: Vulfoald |
| Predhodnik: Levdezij             | Dvorni majordom Nevstrije 675–681 | Naslednik: Varaton  |